# Christiane Wirtz

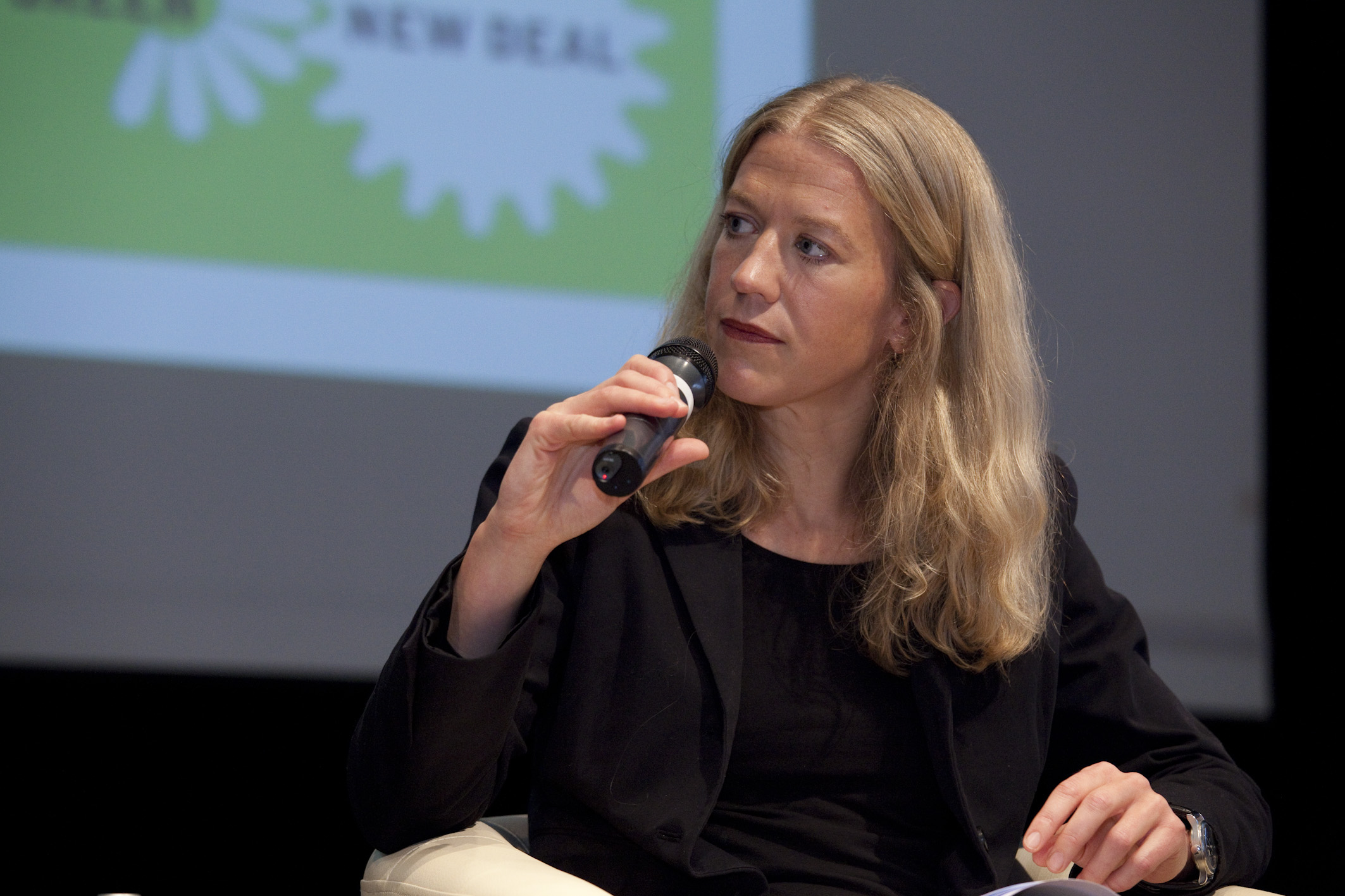
Christiane Wirtz (2011)

Christiane Anna Maria Wirtz (* 11. Juni 1970 in Mülheim an der Ruhr) ist eine deutsche Journalistin und politische Beamtin. Sie war von Juni 2016 bis Juni 2019 Staatssekretärin im Bundesministerium der Justiz und für Verbraucherschutz.

## Leben
Nach ihrer Schulzeit und Abitur in Mülheim an der Ruhr 1990 studierte Wirtz ab 1992 Rechtswissenschaften an der Freien Universität Berlin. Das zweite Juristische Staatsexamen legte sie 2000 ab. Zwischen 2000 und 2003 arbeitete sie bei der Süddeutschen Zeitung, zuletzt als freie Mitarbeiterin in der Berliner Parlamentsredaktion. Zwischen 2003 und 2007 arbeitete sie als stellvertretende Sprecherin im Bundesministerium der Justiz. Nach einjähriger Tätigkeit als freie Journalistin in Tel Aviv wechselte sie 2008 zum Deutschlandfunk nach Köln. Dort war sie von 2011 bis 2013 Leiterin der Redaktion Innenpolitik.
Von Januar 2014 bis Mai 2016 war Wirtz stellvertretende Sprecherin der Bundesregierung und damit eine von zwei Stellvertretern von Steffen Seibert, dem Chef des Presse- und Informationsamtes der Bundesregierung. Im Juni 2016 wechselte sie als beamtete Staatssekretärin ins Bundesministerium der Justiz und für Verbraucherschutz. Dort folgte sie auf Stefanie Hubig, die zeitgleich Bildungsministerin in Rheinland-Pfalz wurde. Ihren Arbeitsvertrag beim Deutschlandfunk kündigte sie nicht, als sie in die Bundesregierung wechselte, sondern ließ ihn ruhen und vereinbarte ein Rückkehrrecht.
2019 schied sie aus dem Bundesjustizministerium aus. 2025 erschien ihr Roman mit dem Titel "Wie schwer wiegt ein Schatten" bei Dumont.

## Schriften
- zusammen mit Stefanie Giersdorf und Elisabeth Klink, Alles drin – 21 Handtaschen berichten aus ihrem Leben, Hoffmann und Campe, Hamburg 2006, ISBN 978-3-455-38001-9
- Ein Jahr in Tel Aviv – Reise in den Alltag. Herder, Freiburg 2009, ISBN 978-3-451-05928-5
- Wie schwer wiegt ein Schatten. Roman. Dumont 2025, ISBN 978-3-7558-0021-7